# العلاقات الأوزبكستانية الكوبية
العلاقات الأوزبكستانية الكوبية هي العلاقات الثنائية التي تجمع بين أوزبكستان وكوبا.

## مقارنة بين البلدين
هذه مقارنة عامة ومرجعية للدولتين:
| وجه المقارنة                                              | أوزبكستان       | كوبا                              |
| --------------------------------------------------------- | --------------- | --------------------------------- |
| المساحة (كم2)                                             | 448.98 ألف      | 109.88 ألف                        |
| عدد السكان (نسمة)                                         | 32.39 مليون     | 11.48 مليون                       |
| الكثافة السكانية (ن./كم²)                                 | 72.14           | 104.48                            |
| العاصمة                                                   | طشقند           | هافانا                            |
| اللغة الرسمية                                             | اللغة الأوزبكية | اللغة الإسبانية                   |
| العملة                                                    | سوم أوزبكستاني  | بيزو كوبي، بيزو كوبي قابل للتحويل |
| الناتج المحلي الإجمالي (بليون دولار)                      | 48.72 مليار     | 87.13 مليار                       |
| الناتج المحلي الإجمالي (تعادل القوة الشرائية) بليون دولار | 190.50 مليار    |                                   |
| الناتج المحلي الإجمالي الاسمي للفرد دولار أمريكي          | 2.13 ألف        |                                   |
| الناتج المحلي الإجمالي للفرد دولار أمريكي                 | 5.57 ألف        |                                   |
| مؤشر التنمية البشرية                                      | 0.675           | 0.769                             |
| رمز المكالمات الدولي                                      | +998            | +53                               |
| رمز الإنترنت                                              | .uz             | .cu                               |
| المنطقة الزمنية                                           | ت ع م+05:00     | 00                                |

## منظمات دولية مشتركة
يشترك البلدان في عضوية مجموعة من المنظمات الدولية، منها:
| علم المنظمة | اسم المنظمة                   | تاريخ انضمام أوزبكستان | تاريخ انضمام كوبا |
| ----------- | ----------------------------- | ---------------------- | ----------------- |
|             | يونسكو                        | 26 أكتوبر 1993         | 29 أغسطس 1947     |
|             | الاتحاد البريدي العالمي       | ?                      | ?                 |
|             | منظمة الشرطة الجنائية الدولية | ?                      | ?                 |
|             | الأمم المتحدة                 | 2 مارس 1992            | 24 أكتوبر 1945    |
|             | الاتحاد الدولي للاتصالات      | 10 يوليو 1992          | 16 يناير 1918     |
|             | منظمة حظر الأسلحة الكيميائية  | ?                      | ?                 |

## وصلات خارجية
- موقع وزارة الخارجية الأوزبكستانية
- موقع وزارة الخارجية الكوبية